# Kitasandō (métro de Tokyo)
Kitasandō (北参道駅, Kitasandō-eki) est une station du métro de Tokyo sur la ligne Fukutoshin dans l'arrondissement de Shibuya à Tokyo. Elle est exploitée par le Tokyo Metro.

## Situation sur le réseau
La station Kitasandō est située au point kilométrique (PK) 18,0 de la ligne Fukutoshin.

## Histoire
La station a été inaugurée le 14 juin 2008.

## Services aux voyageurs

### Accès et accueil
La station est ouverte tous les jours. Elle se compose d'un seul quai encadré par 2 voies.
En moyenne, 21 942 voyageurs ont fréquenté quotidiennement la station en 2015.

### Desserte
- Ligne Fukutoshin :

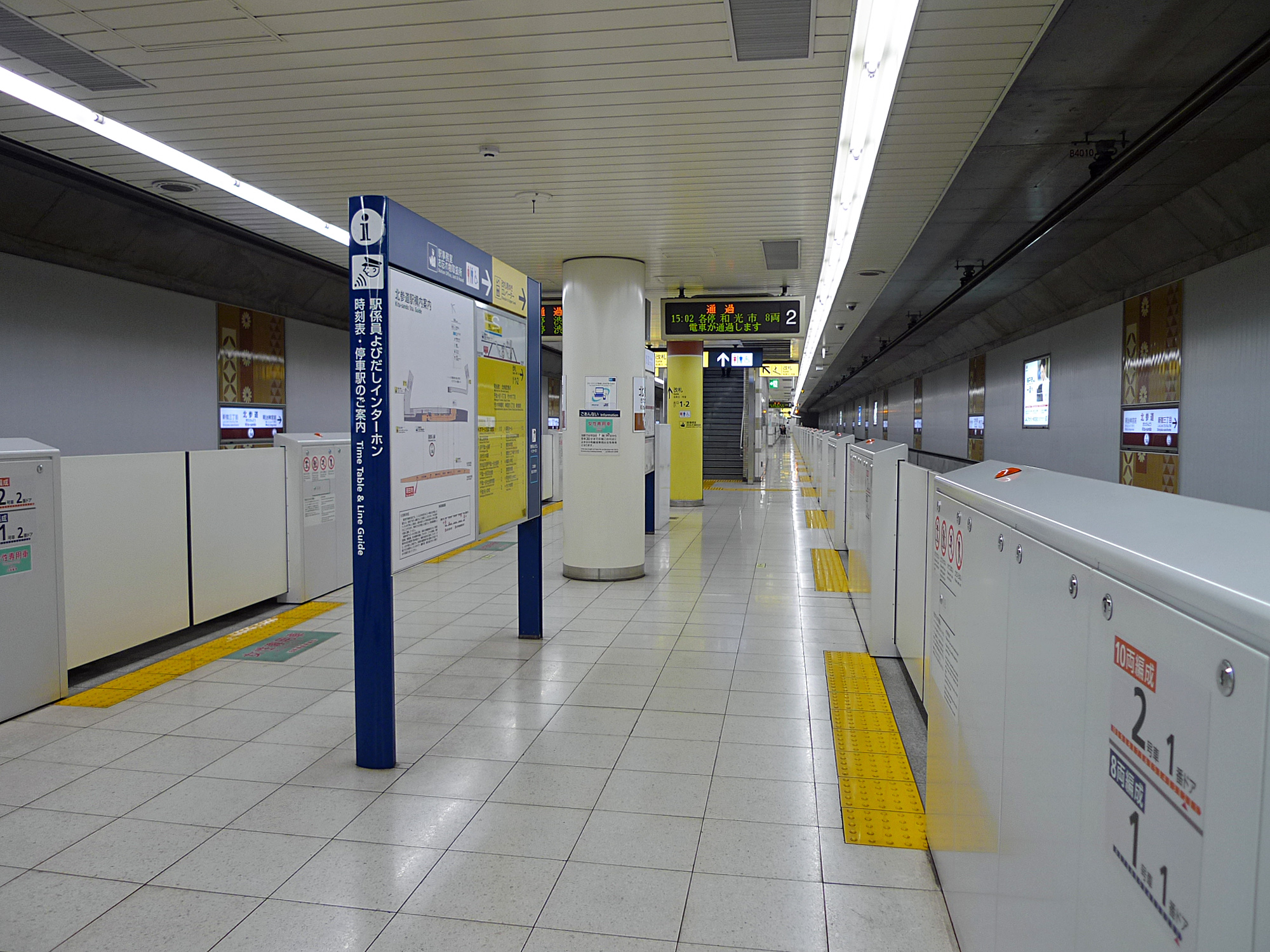
Quai de la ligne Fukutoshin.

  - voie 1 : direction Shibuya (interconnexion avec la ligne Tōkyū Tōyoko pour Yokohama ;
  - voie 2 : direction Kotake-Mukaihara (interconnexion avec la ligne Seibu Yūrakuchō pour Hannō) ou Wakōshi (interconnexion avec la ligne Tōbu Tōjō pour Shinrinkōen).

## A proximité
- Meiji-jingū